# Кругляк Борис Абрамович
Борис Абрамович Кругляк (3 травня 1934 — 28 лютого 1996) — український вчений-історик.

## Молоді роки
Борис Кругляк народився в родині житомирських службовців. Під час фашистської окупації рідного краю евакуювався до міста Свердловська (нині Єкатеринбург Російської Федерації). Рано став напівсиротою, бо батько загинув на фронті у 1942 році під Сталінградом.
У 1944 році мати разом з організацією, де вона працювала, повернулася на Україну, спочатку до міста Ізюма Харківської області, потім до Шостки Сумської області, а в жовтні 1945 року — до рідного Житомира. Це був час спаленої і знищеної німецько-радянською війною України, що вразило маленького хлопчика.
Навчаючись у школі, малий Борис захопився історією та журналістикою, і коли настав час обирати професію, любов до історії перемогла. Але він не змінив і журналістиці, про що свідчать його численні публікації в періодичній пресі.

## Навчання
У 1951 році вступив на історичне відділення історико-філологічного факультету Житомирського державного педагогічного інституту імені Івана Франка. Тут викладали такі відомі вчені, як Л. А. Коваленко, Р. Н. Оксенюк та інші. Вони ще більше розпалили інтерес до історії, а Л. А. Коваленко залучив студента до науково-дослідницької роботи, до пошукової діяльності в архівах.

## Вчительська праця
Після закінчення в 1955 році інституту — деякий час працював вчителем історії Бистрикської середньої школи Ружинського району Житомирської області. Потім служба в армії, а після повернення — педагогічна робота в школах Житомира.
Одночасно з цим Б. А. Кругляк працює спочатку керівником туристичних гуртків обласної дитячої екскурсійно-туристської станції, а потім завідувачем відділу туризму Палацу піонерів і школярів.
Туристично-екскурсійна робота, походи по території рідного краю, знайомство з подіями, які відбувалися в тих містах і селах, де довелося побувати, викликали потребу глибоко вивчати історію рідного краю та України в цілому.
У 1962 році з'являється його перша публікація в газеті «Радянська Житомирщина», і з того часу Борис Абрамович стає постійним автором рубрики «Рідний край». Чимало краєзнавчих матеріалів було надруковано ним і в молодіжній газеті «Комсомольська зірка».
Але не тільки краєзнавство приваблювало дослідника, він цікавився й іншими проблемами, наприклад, історією Польщі, українсько-польсько-французькими відносинами, життям та діяльністю відомих особистостей у вітчизняній історії.
У 1968 році з'являється  перша замітка Б. Кругляка в «Українському історичному журналі», і це поклало початок його співпраці з таким авторитетним науковим виданням. Здавалося, що визначилися його наукові інтереси. Але все вийшло інакше. Доля розпорядилася так, що Б. А. Кругляк зустрівся з членом-кореспондентом Академії наук УРСР І. А. Гуржієм, і той запропонував йому працювати з проблеми розвитку торгівлі на Україні в перші пореформені десятиліття.

## Наукова діяльність
Тоді ж, у 1968 році, він став здобувачем відділу історії капіталізму Інституту історії АН України. Науковим керівником погодився стати В. А. Гуржій. Але не судилося їм довго співпрацювати. Після смерті В. А. Гуржія величезну допомогу в допрацюванні цієї теми зробили Ф. Е. Лось, В. С. Слабєєв і весь відділ історії капіталізму.
У 1977 році Борис Абрамович захистив кандидатську дисертацію на вченій раді Інституту історії АН України і отримав наукове звання кандидата історичних наук.
Свою науково-дослідницьку діяльність він поєднував з роботою вчителя історії у середній школі № 32, читав лекції з історії Житомирщини в обласному інституті удосконалення вчителів, був керівником методичного об'єднання вчителів історії міста. За педагогічну майстерність та активну громадську діяльність відзначався грамотами та подяками.
Але робота в школі не дозволяла постійно і серйозно займатися науковими дослідженнями. І коли Борис Абрамович вирішив перейти на викладацьку роботу у вищу школу, то йому не знайшлося місця не тільки у Житомирі, але і на Україні. Партійно-бюрократична система, здійснюючи «ленінську національну політику», не дозволила йому, людині не української національності, працювати у вузі.
Тому в 1978 році Б. А. Кругляк після обрання його на посаду доцента виїхав у місто Сизрань, де почав працювати у філії Куйбишевського (Самарського) політехнічного інституту. Там він зарекомендував себе, як учений, педагог та організатор. У 1983 році він став деканом механічного факультету, а в лютому 1984 року був обраний завідувачем кафедри громадських, а пізніше гуманітарних наук.
Працюючи в російській глибинці, Б. Кругляк не залишив дослідної роботи з історії України. Саме тоді Наукова рада «Основні закономірності вітчизняної історії дожовтневого періоду» при Академії наук України затвердив тему його докторської дисертації «Внутрішня торгівля на Україні в кінці ХІХ — на початку ХХ ст.» та однойменної монографії.
Б. Кругляк постійно друкується на сторінках «Українського історичного журналу» з проблем формування та розвитку внутрішнього ринку, йому дають можливість виступати зі статтями та повідомленнями в наукових збірниках «Вітчизняна історія» (видання Інституту історії АН України), «Історія народного господарства та економічної думки» (видання Інституту економіки АН України). Він друкується у міжвузівському республіканському збірнику, який видає Харківський університет, а також у провідному фаховому журналі істориків Росії «Отечественная история».
У 1992 році у видавництві Самарського університету вийшла монографія «Внутрішня торгівля в Росії в кінці ХІХ — на початку ХХ ст. на матеріалах України». У ній дається аналіз розвитку, місця і ролі у такій важливій галузі народного господарства, як торгівля, визначено основні її тенденції, які проявилися на українському ринку, показано значення позитивного досвіду цієї галузі економіки для побудови незалежної України.
Працюючи завідувачем кафедри, Б. А. Кругляк чимало уваги приділяв науково-методичній роботі. Він автор або співавтор методичних рекомендацій, які допомагали студентам опановувати історичні знання. Там же, в Сизрані, він проводив значну громадську роботу, співпрацював з місцевими газетами та радіо, займався економічними і соціологічними дослідженнями.
Після проголошення незалежності України, у серпні 1992 року Б. А. Кругляк повернувся в рідне місто і почав працювати доцентом кафедри економіки та організації виробництва філіалу Київського політехнічного інституту. Йому запропонували викладати курс «Теорії економічних вчень» та політекономію.
Менше року Борис Кругляк працював доцентом. 1 липня 1993 року він очолив кафедру соціально-політичних і гуманітарних наук, а в жовтні — став завідувачем кафедри економіки Житомирського інституту підприємництва та сучасних технологій. Одночасно відновилося його співпраця з інститутом удосконалення вчителів, де він виступає з курсом лекцій з історії рідного краю та актуальних проблем історії України. Він систематично читає лекції науковцям Житомирського обласного музею, бере участь у проведенні наукових зустрічей і семінарів, допомагає в організації наукових конференцій.
Поповнилася новим змістом і його краєзнавча діяльність. У 1993 році його обрали віце-головою відновленого «Товариства дослідників Волині», де відповідає за наукову роботу. Наукові інтереси та дослідницька діяльність Б. А. Кругляка не обмежуються тільки Житомиром. Він автор карт по економіці до атласу Волині, розроблених у Волинському державному університеті імені Лесі Українки, підтримує постійні науково-творчі стосунки з Інститутом історії АН України, співпрацює з відділом народного господарства Інституту економіки АН України.
28 січня 1994 року на засіданні спеціалізованої ради Інституту історії АН України він успішно захистив дисертацію на здобуття наукового ступеня доктора історичних наук.

## Найбільш важливі наукові роботи

### Монографії
1. Кругляк Б. А. Внутренняя торговля в России в конце ХІХ — начале ХХ в. На материалах Украины. — Самара, 1992.
2. Нариси з історії технічної освіти на Житомирщині / За ред. Б. А. Кругляка. — Житомир. 1997.
3. Кругляк Б. А., Молчанов В. Б. Історія економічних вчень: Навчальний посібник. — Житомир, 1998, 2001.

### Брошури
1. Кругляк Б. А., Мокрицкий Г. П., Перегуда С. Б. Перепись населения на Житомирщине. — Житомир, 1978.
2. Кругляк Б. А. Памятники и памятные места Житомирщины. — Житомир, 1978.
3. Кругляк Б. А. Вопросы, литература и темы к семинарским занятиям по истории (методические рекомендации). — Сызрань, 1986.
4. Кругляк Б. А. Загадки минувшини Поліського краю. — Житомир, 1995.

### Статті
1. Кругляк Б. А. Документи про поширення ідей французької революції серед молоді на Волині / / УІЖ. — 1968. — № 8. — С. 99—100.
2. Кругляк Б. А. Станіслав Ворцель /До 170-річчя від дня народження / // УІЖ. — 1969. — № 3. — С. 140—141.
3. Кругляк Б. А. Джерела з історії розвитку внутрішньої торгівлі на Україні в 60—90-х роках ХІХ ст. // Архіви України. — 1971. — № 5. — С. 88—91.
4. Кругляк Б. А. Ярмаркова торгівля на Україні в період капіталізму // УІЖ. — 1974. — № 3. — С. 36—43.
5. Кругляк Б. А. Розвиток капіталістичних форм внутрішньої торгівлі на Україні в 60—90-х роках ХІХ ст. // Історія народного господарства та економічної думки Української РСР. — Вип. 14. — К., 1980 — С. 48—53.
6. Кругляк Б. А. Ганна Пустовойтова — учасниця Комуни //УІЖ. — 1981. — № 3. — С. 100—103.
7. Кругляк Б. А. Промислові монополії і внутрішня торгівля на Україні // УІЖ. — 1986. — № 10. — С. 81—90.
8. Кругляк Б. А. Роль і місце внутрішньої торгівлі в системі експлуатації робітничого класу царської Росії на початку ХХ ст. // Історичні дослідження. Вітчизняна історія. — Вип. 13. — К., 1987. — С. 56—58.
9. Кругляк Б. А. Проблеми дослідження економічних передумов першої російської революції //Історичні дослідження. Вітчизняна історія. — Вип. 14. — К., 1988. — С. 59—60.
10. Кругляк Б. А. Роль і місце кооперації у внутрішній торгівлі на Україні в епоху імперіалізму //Історія народного господарства та економічної думки Української РСР. — Вип. 23. — К., 1988. — С. 50—55.
11. Кругляк Б. А. Провісник братерства і свободи // Тези доповідей та повідомлень V Волинської історико-краєзнавчої конференції «Історичні постаті краю». — Луцьк, 1990. — С. 76—78. (Про Станіслава Ворцеля).
12. Кругляк Б. А. Монополії в легкій і харчовій промисловості і внутрішня торгівля на Україні в кінці ХІХ — на початку ХХ ст.// Питання історії СРСР. Республіканський міжвідомчий науковий збірник. — Вип. 36. — Харків, 1991. — С. 110—117.
13. Кругляк Б. А. Товарні біржі в Російській імперії //УІЖ. — 1992. — № 2. — С. 58—64.
14. Костриця М. Ю., Кругляк Б. А. Гайдамаки в історії Житомирщини // Матеріали третіх Всеукраїнських історичних читань: «Українська козацька держава та шляхи історичного розвитку». — К. — Черкаси, 1993. — С. 165—169.
15. Кругляк Б. А. Ярмарочная и базарная торговля в конце ХІХ — начале XX века (На материалах Украины) // Отечественная история. — 1993. — № 2. — С. 165—175.
16. Кругляк Б. А. До питання соціально-економічної політики Б. Хмельницького //Вісник Житомирського інженерно-технологічного інституту. — 1996. — № 3. — С. 26—30.

## Роботи про його наукову, громадську та педагогічну діяльність
1. Стовбун Р. І. Торговельні зв'язки України і Молдавії у пореформений період // УІЖ. — 1978. — № 11. — С. 107. [Про статтю Б. А. Кругляка «Ярмаркова торгівля на Україні»].
2. Соревнованию — гласность, боевой дух // Красный Октябрь. — 1986. — 19 ноября. [Про керовану Б. А. Кругляком соціологічну службу і дослідження в галузі соціалістичного змагання].
3. Павлов В. Куда и к чему зовут нас Б. Кругляк, А. Медведев // Красный Октябрь. — 1990. — 5 апреля. [Про звинувачення Б. Кругляка і А. Медведєва у прагненні до плюралізму думок, ліквідації диктатури комуністичної партії, переходу до справжньої демократії].
4. Наши лауреаты // Красный Октябрь. — 1992. — 23 июня. [Про журналістську діяльність Б. А. Кругляка].
5. Оксанич Г. Повернувся в Житомир, або в якому полку служили Леонід Брежнєв і Микола Щорс? // Житомирський вісник. — 1992. — 23 листопада.
6. Костриця М. Монографія про торгівлю // Радянська Житомирщина. — 1993. — 23 березня.
7. Костриця М. Якими бути нашим містам? // Житомирський вісник. — 1993. — 16 квітня. [Про участь Б. А. Кругляка у міжнародній науково-практичній конференції «Актуальні проблеми розвитку міст та міського самоврядування у Рівному»].
8. Дерев'янко Ф. Не згасне слава гайдамацька // Рад. Житомирщина. — 1993. — 1 липня. [Про участь Б. А. Кругляка у вшануванні страчених учасників Коліївщини у Кодні].
9. Мусійчук Ф. Звітують дослідники Волині // Рад. Житомирщина. — 1993. — 3 липня. [Про участь Б. А. Кругляка у звітно-виборчій конференції Товариства дослідників Волині і обрання його віце-головою товариства].
10. Юльєва Л. Бізнес по-студентському // Ділова газета. — 1994. — 12 березня. [Про участь Б. А. Кругляка у конференції асоціації вищих приватних навчальних закладів України в Києві].
11. Борис Абрамович Кругляк: Бібліографічний покажчик / Укладач Л. П. Грузська. — Житомир, 1994.
12. Житомирянин — член Нью-Йоркської Академії наук // Житомир. — 1994. — 29 квітня. — С. 1—2.
13. Юльєва Л. Краєзнавець, учений, педагог // Ділова газета. — 1994. — 30 квітня. — С. 5.
14. Тронько П. Т., Сарбей В. Г., Винокур І. С. та інші. Пам'яті Бориса Абрамовича Кругляка // Житомирський вісник. — 1996. — № 10 (8 березня). — С. 2.
15. Сарбей В. Г. Кругляк Борис Абрамович (некролог) // Житомирщина крізь призму століть: Науковий збірник / Відповідальний редактор М. Ю. Костриця. — Житомир, 1997. — С. 187.
16. Костриця М. Ю. Товариство дослідників Волині: історія, діяльність, постаті. — Житомир, 2001. — С. 203. [Біографічна довідка про Б. А. Кругляка].
17. Костриця М. Подумки завжди був в Україні… // Вільне слово. — 2004. — № 20 (14 травня). — С. 6.
18. Він завжди був з Україною // Універсум. — 2004. — № 6. — С. 3.